# Журавлёво (Промышленновский район)
Журавлёво — село в Промышленновском районе Кемеровской области. Входит в состав Вагановского сельского поселения.

## География
Центральная часть населённого пункта расположена на высоте 188 м над уровнем моря.

## Население
| 2010 |
| ---- |
| 1127 |

### Половой состав
По данным Всероссийской переписи населения 2010 года, в селе Журавлёво проживало 1127 человек (531 мужчина, 596 женщин).

## Улицы
| - ул. Авиационная, - ул. Алтайская, - ул. Берёзовая, - ул. Весёлая, - ул. Весенняя, | - ул. Грибная, - ул. Еловая, - ул. Заречная, - ул. Засека, - ул. Кедровая, | - ул. Курортная, - ул. Лесная, - ул. Малиновая, - ул. Молодёжная, - ул. Молоканная, | - ул. Набережная, - пер. Новый, - пер. Охотничий, - ул. Родниковая, - ул. Солнечная, | - ул. Сосновая, - ул. Танайская, - ул. Целинная, - ул. Центральная, - ул. Ягодная. |

## Инфраструктура
В селе расположено управление Салаирского заповедника.